# モンローが死んだ日
『モンローが死んだ日』（モンローがしんだひ）は、小池真理子による長編小説である。『サンデー毎日』での連載を経て、2015年6月に毎日新聞出版より刊行された。夫を亡くし心身のバランスを崩した59歳の女性と精神科医の55歳の男性との大人の恋愛を描いた心理サスペンス。2018年10月に新潮文庫版が発売された。
2019年にNHK BSプレミアムでテレビドラマ化された。

## 書誌情報
- モンローが死んだ日（2015年6月9日、毎日新聞出版、ISBN 978-4-620-10815-5）
- モンローが死んだ日（2018年11月1日、新潮文庫、ISBN 978-4-10-144028-6）

## テレビドラマ
NHK BSプレミアム「プレミアムドラマ」で2019年1月6日から1月27日まで毎週日曜22時 - 22時49分に放送された。全4回。主演は鈴木京香。
また、BS4Kで2019年1月2日から1月23日まで 毎週水曜20時25分 - 21時14分に先行放送された。

### キャスト

#### 主要人物
- 幸村鏡子 - 鈴木京香
- 高橋智之 - 草刈正雄
- 長谷川康代 - 麻生祐未
- 高橋美緒 - 佐津川愛美
- 平井昌夫 - 宇崎竜童
- 宇津木春子 - 根岸季衣

#### その他
- 神崎朱莉 ‐ 梶原ひかり
- 原島富士雄 ‐ 唐沢民賢
- 堀川看護師 ‐ 富田望生
- 駒田一志 ‐ 中村靖日
- 高橋智之 ‐ 日野陽仁
- 若宮温人 ‐ 金井勇太

### スタッフ
- 原作 - 小池真理子『モンローが死んだ日』
- 脚本 - 岡田惠和、渡邉真子
- 音楽 - 林祐介
- 演出 - 渡邊孝好
- 制作統括 - 谷口卓敬（NHK）、黒沢淳（テレパック）
- 制作・著作 - NHK、テレパック

### 放送日程
| 放送回 | 放送日       | 放送日  | サブタイトル   | ラテ欄                               | 脚本 |
| 放送回 | BSプレミアム | BS4K    | サブタイトル   | ラテ欄                               | 脚本 |
| ------ | ------------ | ------- | -------------- | ------------------------------------ | ---- |
| 第1回  | 1月06日      | 1月02日 | 光をくれた医師 | 愛した男は誰だったのか? 恋の心理劇   |      |
| 第2回  | 1月13日      | 1月09日 | 光と影の恋     | 惹かれあうふたりと謎めいた女性の存在 |      |
| 第3回  | 1月20日      | 1月16日 | 秘密           | 深まる愛とともに、謎もまた濃くなり…  |      |
| 最終回 | 1月27日      | 1月23日 | モンローの真実 | すべての謎が明らかに! 感動の最終回   |      |

| NHK BSプレミアム プレミアムドラマ                     | NHK BSプレミアム プレミアムドラマ             | NHK BSプレミアム プレミアムドラマ                       |
| 前番組                                                | 番組名                                        | 次番組                                                  |
| ----------------------------------------------------- | --------------------------------------------- | ------------------------------------------------------- |
| クロスロード3 群衆の正義 （2018年12月2日 - 12月23日） | モンローが死んだ日 （2019年1月6日 - 1月27日） | 盤上のアルファ〜約束の将棋〜 （2019年2月3日 - 2月24日） |